# Théorèmes A et B de Cartan
En mathématiques, les théorèmes A et B de Cartan sont deux résultats de Henri Cartan démontrés vers 1951, concernant un faisceau cohérent (en) F sur une variété de Stein X . Ils sont significatifs à la fois lorsqu'ils sont appliqués aux fonctions de plusieurs variables complexes et dans le développement général de la cohomologie des faisceaux.
Théorème A — F est un faisceau généré par ses sections globales.
Le théorème B est énoncé en termes cohomologiques (une formulation que Cartan (1953, p. 51) attribue à J.-P. Serre): 
Théorème B — {\displaystyle H^{p}(X,F)=0} pour tout p > 0.
Des propriétés analogues ont été établies par Serre (1957) pour les faisceaux cohérents en géométrie algébrique, lorsque X est un schéma affine. L'analogue du théorème B dans ce contexte est le suivant (Hartshorne 1977, Theorem III.3.7) :
Théorème B (analogue schématique) — Soit X un schéma affine, F un faisceau quasi-cohérent de OX - modules pour la topologie de Zariski sur X. Alors {\displaystyle H^{p}(X,F)=0} pour tout p > 0.
Ces théorèmes ont de nombreuses applications. Par exemple, ils impliquent qu'une fonction holomorphe sur une sous-variété complexe fermée Z, d'une variété Stein X peut être étendue à une fonction holomorphe sur X. Ces théorèmes ont été utilisés par Jean-Pierre Serre pour prouver le théorème GAGA.
Le théorème B est optimal dans le sens où si {\displaystyle H^{p}(X,F)=0} pour tous faisceaux cohérents F et p > 0 sur une variété complexe X (resp. faisceaux quasi-cohérents F sur un schéma noéthérien X ), alors X est Stein (resp. affine); voir (Serre 1956)  (resp. (Serre 1957) et (Hartshorne 1977, Theorem III.3.7)).